# Emys
Emys – rodzaj żółwi z rodziny żółwi błotnych (Emydidae).

## Zasięg występowania
Rodzaj obejmuje gatunki występujące w północnej Afryce (Tunezja, Algieria i Maroko) i Eurazji (Portugalia, Hiszpania, Francja, Niemcy, Łotwa, Litwa, Białoruś, Ukraina, Polska, Słowacja, Austria, Szwajcaria, Włochy, Słowenia, Węgry, Chorwacja, Bośnia i Hercegowina, Czarnogóra, Albania, Grecja, Macedonia, Bułgaria, Serbia, Rumunia, Mołdawia, Rosja, Gruzja, Armenia, Azerbejdżan, Turcja, Syria, Iran, Turkmenistan i Kazachstan).

## Systematyka

### Etymologia
- Emys: gr. εμυς emus, εμυδος emudos „żółw wodny”[8].
- Hydrone: gr. ὑδραινω hudrainō „być w wodzie, kąpać się”[9]. Gatunek typowy: Testudo orbicularis Linnaeus, 1758.
- Emyda: gr. εμυς emus, εμυδος emudos „żółw wodny”[8]. Nazwa zastępcza dla Emys A.M.C. Duméril, 1806.
- Lutremys: łac. lutra „wydra”[10]; gr. εμυς emus, εμυδος emudos „żółw wodny”[8]. Gatunek typowy: Testudo europaea Schneider, 1783 (= Testudo orbicularis Linnaeus, 1758).

### Podział systematyczny
Do rodzaju należą następujące gatunki:
- Emys orbicularis (Linnaeus, 1758) – żółw błotny[11]
- Emys trinacris Fritz, Fattizzo, Guicking, Tripepi, Pennisi, Lenk, Joger & Wink, 2005